# جان استنج
جان استنج (انگلیسی: Janne Stange؛ زادهٔ ۲۴ ژوئن ۱۹۸۶) بازیکن فوتبال اهل نروژ است.
وی همچنین در تیم ملی فوتبال Norway u-21 بازی کرده‌است.